# Glenn Curtiss
Glenn Hammond Curtiss (ur. 21 maja 1878, zm. 23 lipca 1930) – amerykański pionier lotnictwa, pilot, twórca przemysłu lotniczego w USA. 
Za pomocą skonstruowanego przez siebie samolotu Golden Flyer 29 czerwca 1909 roku jako pierwszy wykonał lot nad Nowym Jorkiem. Pierwszy po braciach Wright człowiek, który przeleciał znaczny dystans – niemal 50 km. Dwukrotny zwycięzca prestiżowego na początku XX wieku konkursu Scientific American Prize. W założonym przez siebie przedsiębiorstwie Curtiss Engineering Corporation w Hazelhurst Field na Long Island, jako pierwszy prowadził na skalę przemysłową prace badawczo-rozwojowe w zakresie konstrukcji lotniczych, wykorzystując do tego celu m.in. tunel aerodynamiczny. Stworzył w ten sposób pierwsze na świecie miejsce w całości poświęcone badaniom i testom w zakresie lotnictwa.
Założona przez niego wytwórnia lotniczą Curtiss Aeroplane and Motor Company była podczas I wojny światowej i w latach 20. XX wieku największym producentem samolotów na świecie, dała początek istniejącej do dziś spółce Curtiss-Wright Corporation.